# آدری کوستر
آدری کوستر (هلندی: Adrie Koster؛ زادهٔ ۱۸ نوامبر ۱۹۵۴) بازیکن فوتبال اهل هلند است.
از باشگاه‌هایی که در آن بازی کرده‌است می‌توان به باشگاه فوتبال پی‌اس‌وی آیندهوون و باشگاه فوتبال رودا جی‌سی کرکراد اشاره کرد.
وی همچنین در تیم ملی فوتبال هلند بازی کرده‌است.